# Dora María
Dora María Pérez Vidal (Tamulté de las Barrancas, Villahermosa, Tabasco, 30 de agosto de 1933-Tabasco, 4 de junio de 2023), conocida como la Chaparrita de Oro, fue una cantante mexicana. 

## Biografía y carrera
Nació en Tamulte de las Barracas. A los 9 años ganó un concurso de canto en Tabasco y tiempo después fue ganadora de un concurso en la XEB. Grabó cerca de mil discos, interpretando canciones como «Leña de pirul», «Pénjamo», «María Chuchena», «la Estrellita del sur», «El Aguijón», «Quinto al piano», entre muchas otras.
Fue la primera cantante mexicana en presentarse en Las Vegas al igual que en el famoso «Lido» de París, compartiendo el escenario con Edith Piaf y Marlene Dietrich. Fue nombrada embajadora de la música mexicana por el presidente Adolfo López Mateos.
Con el fin de que su carrera como intérprete obtuviera más exposición entre el público mexicano, apareció en seis películas en las que únicamente se presentó realizando actos musicales. Estas fueron Camino del infierno de 1951, cinta perteneciente a la Época de Oro del cine mexicano, Desnúdate, Lucrecia de 1958, Mi niño, mi caballo y yo  de 1959, Luciano Romero de 1960, y El rayo de Jalisco y La máscara roja, ambas de 1962.

### Muerte
El 4 de junio de 2023, Dora María falleció en Villahermosa, Tabasco a los 89 años de edad.